# Ebola (rivier)
Ebola is een relatief kleine zijrivier van de Mongala, die via de Kongo in de Atlantische Oceaan stroomt. Het stroomgebied ligt in het noordwesten van Congo in het oerwoud van de Evenaarsprovincie. 
Het ebolavirus is door Peter Piot naar deze rivier genoemd, toen het in 1976 door Belgische wetenschappers werd ontdekt in Yambuku, een plaats die op 95 kilometer van de Ebola is gelegen. Deze naamkeuze is gemaakt opdat de naam van de plaats Yambuku niet werd verbonden aan de gevreesde ziekte.